# Walter Stennes
Walter Stennes (12 avril 1895 à Bad Wünnenberg, arrondissement de Büren (de) – 18 mai 1989[réf. nécessaire] à Lüdenscheid) était un homme politique allemand. Il a été l'un des principaux commandants des Sturmabteilungen (SA) de Berlin, avant de passer dans l'opposition à la NSDAP.

## Biographie
Walther Stennes est le fils du bailli et officier Fritz Stennes et de son épouse Louise, née Bering. De dix à quinze ans, il étudie à l'école des cadets du château de Bensberg, près de Cologne. En 1910, il passe à l'école principale prussienne des cadets de Berlin-Lichterfelde, où il compte parmi ses condisciples Hermann Göring et Gerhard Roßbach.[réf. nécessaire]
Ancien combattant décoré à de nombreuses reprises durant la Grande Guerre, il devient à la fin des années 1920 responsable en chef de la SA pour Berlin, la province de Brandebourg, la province de Prusse-Orientale et la province de Poméranie. Il est ainsi responsable de près d'un tiers des effectifs totaux de la SA en Allemagne.
Walther Stennes appartient clairement à « l'aile gauche » de la NSDAP, et il reproche à Hitler d'avoir choisi la voie légale pour arriver au pouvoir, au détriment d'une ligne plus « révolutionnaire ». La crise va connaître son acmé le 30 août 1930, quand les partisans de Stennes occupent par la force le siège berlinois du parti et les locaux de son organe de presse régional, Der Angriff.
Walter Stennes est exclu du Parti en avril 1931. Il fonde alors son propre mouvement politique, le Nationalsozialistische Kampfbewegung Deutschlands (NSKD). Il appuie, fin 1932, les manœuvres du chancelier Kurt von Schleicher destinées à former une « grande coalition » pour faire barrage à Hitler et à la NSDAP.
Après l’arrivée au pouvoir de Hitler, Stennes s'exile au printemps 1933 avec sa femme et sa fille, gagne d'abord les Pays-Bas, puis la Grande-Bretagne et enfin la Chine. Il y devient conseiller des nationalistes chinois du Kuomintang, tout comme un autre déçu du nazisme, Hermann Kriebel, qui avait déjà participé au putsch de la Brasserie. Stennes devient l'instructeur-chef des gardes du corps de Tchang Kaï-Chek.
À partir de 1941, le NKVD prend contact avec lui et l'embauche en tant qu'agent de renseignement. Il aurait notamment informé les services soviétiques du déclenchement de l'opération Barbarossa. Il se lie également avec l'agent soviétique Richard Sorge, sans qu'ils connaissent toutefois leur allégeance commune à l'URSS.
Après 1949, il revient en Allemagne de l'Ouest. Il tente de se faire reconnaître comme victime du nazisme mais sa requête est rejetée en 1957 par la cour fédérale de la RFA.

## Dans la fiction
Walther Stennes est un personnage de la série Babylon Berlin, apparaissant dans les saisons 3 et 4. Son rôle est interprété par Hanno Koffler. La série met notamment en scène son occupation du siège berlinois du NSDAP.